# Мервиль (кантон)

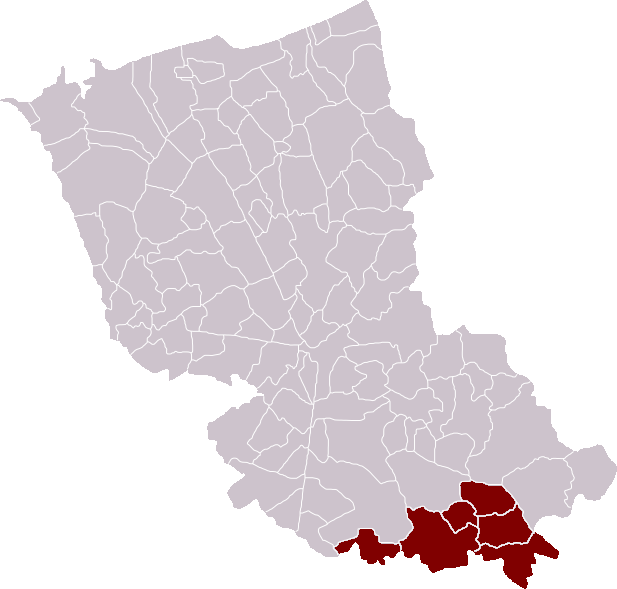
Кантон Мервиль в составе округа

Мерви́ль (фр. Merville) — упраздненный кантон во Франции,  регион Нор — Па-де-Кале, департамент Нор. Входил в состав округа Дюнкерк.
В состав кантона входили коммуны (население по данным Национального института статистики за 2011 г.):
- Аверскерк (1 490 чел.)
- Ла-Горг (5 944 чел.)
- Ле-Дульё (1 404 чел.)
- Мервиль (9 216 чел.)
- Нёф-Беркен (1 235 чел.)
- Эстер (5 955 чел.)

## Экономика
Структура занятости населения:
- сельское хозяйство — 2,9 %
- промышленность — 19,4 %
- строительство — 7,7 %
- торговля, транспорт и сфера услуг — 34,5 %
- государственные и муниципальные службы — 35,5 %

Уровень безработицы (2010) - 11,8 % (Франция в целом - 12,1 %, департамент Нор - 15,5 %). 

Среднегодовой доход на 1 человека, евро (2010) -  20 622 (Франция в целом - 23 780, департамент Нор - 21 164).

## Политика
На президентских выборах 2012 г. жители кантона отдали в 1-м туре Франсуа Олланду 27,9 % голосов против 26,6 % у Марин Ле Пен и 23,3 % у Николя Саркози, во 2-м туре в кантоне победил Олланд, получивший 52,6 % голосов (2007 г. 1 тур: Саркози - 26,5 %, Сеголен Руаяль - 24,5 %; 2 тур: Руаяль - 51,0 %). На выборах в Национальное собрание в 2012 г. по 15-му избирательному округу департамента Нор они поддержали кандидата социалистов Жана-Пьера Аллосери, набравшего 35,9 % голосов в 1-м туре и 51,7 % - во 2-м туре. (2007 г. 1-й тур: Франсуаза Осталье (Радикальная партия) - 34,3 %, 2-й тур: Франсуаза Полнек (СП) - 51,5 %). На региональных выборах 2010 года в 1-м туре список социалистов победил, собрав 31,9 % голосов против 21,0 % у занявшего 2-е место списка «правых» во главе с СНД. Во 2-м туре единый «левый список» с участием социалистов, коммунистов и «зелёных» во главе с Президентом регионального совета Нор-Па-де-Кале Даниэлем Першероном получил 51,1 % голосов, «правый» список во главе с сенатором Валери Летар занял второе место с 27,5 %, а Национальный фронт Марин Ле Пен с 21,4 % финишировал третьим.
|  | Кандидат       | Партия                    | % голосов |
|  | -------------- | ------------------------- | --------- |
|  | Жак Паран      | Социалистическая партия   | 53,18     |
|  | Жозетта Фрюшар | Союз за народное движение | 46,82     |